# Daniel J. Klionsky
Daniel Jay Klionsky (* 1958 in Kalifornien) ist ein US-amerikanischer Biochemiker und Molekularbiologe.

## Leben
Klionsky erwarb 1980 an der University of California, Los Angeles einen Bachelor in Biologie und 1986 an der Stanford University einen PhD. Seine Dissertation trägt den Titel Assembly of the Proton-translocating ATPase of Escherichia Coli. Als Postdoktorand arbeitete er am California Institute of Technology (Caltech). 1990 erhielt er eine Stellung als Assistant Professor für Mikrobiologie an der University of California, Davis, 1997 erhielt er dort eine ordentliche Professur. 1997/1998 hatte er als Guggenheim Fellow ein Forschungsjahr an der Dartmouth Medical School. Seit 2000 ist Klionsky an der University of Michigan in Ann Arbor, zunächst an der Abteilung für molekulare, zelluläre und Entwicklungsbiologie und an der Abteilung für Biochemie der dortigen Fakultät für Medizin (Medical School). 2003 wechselte er an das dortige Life Sciences Institute, seit 2006 ist er Alexander G. Ruthven Professor für Life Sciences.

## Wirken
Klionsky befasst sich mit Autophagozytose, einem Prozess eukaryotischer Zellen, um Organellen abzubauen, insbesondere deren Unterformen der Mitophagie, bei der Mitochondrien abgebaut werden, der Pexophagie, bei der Peroxisomen abgebaut werden und der Retikulophagie, bei der das endoplasmatische Retikulum abgebaut wird. Er benutzt Backhefe (Saccharomyces cerevisiae) als Modellorganismus.
Klionsky ist Herausgeber der wissenschaftlichen Fachzeitschrift Autophagy.
Seit 2013 zählt ihn Thomson Reuters aufgrund der Zahl seiner Zitationen zu den Favoriten auf einen Nobelpreis (Thomson Reuters Citation Laureates).

## Schriften (Auswahl)
- Autophagy. Landes Bioscience 2003 ISBN 978-1-58706-203-2
- Methods in Enzymology. Band 451
  - Teil A: Autophagy: Lower Eukaryotes and Non Mammalian Systems. Academic Press 2008 ISBN 978-0-12-374548-4
  - Teil B: Autophagy in Mammalian Systems. Academic Press 2009 ISBN 978-0-12-374547-7
  - Teil C: Autophagy in Disease and Clinical Applications. Academic Press 2009 ISBN 978-0-12-374936-9

## Auszeichnungen (Auswahl)
- 2008 Fellow der American Association for the Advancement of Science
- 2015 Van Deenen Medal[3]
- 2019 Mitglied der American Academy of Arts and Sciences